# بائوکائو
بائوکائو (تتومی: Baukau)، دومین شهر بزرگ در تیمور شرقی پس‌از دیلی است که در ناحیه بائوکائو و ۱۲۲ کیلومتری شرق دیلی واقع شده‌است.

## خصوصیات
بائوکائو ۳۶۹٫۵۳ کیلومتر مربع مساحت و ۱۷٬۵۴۵ نفر جمعیت دارد و ۳۳۶ متر بالاتر از سطح دریا واقع شده‌است.

## خواهرخوانده
شهرهای سئیشال، City of Darebin و City of Yarra خواهرخوانده‌های بائوکائو هستند.

## نگارخانه

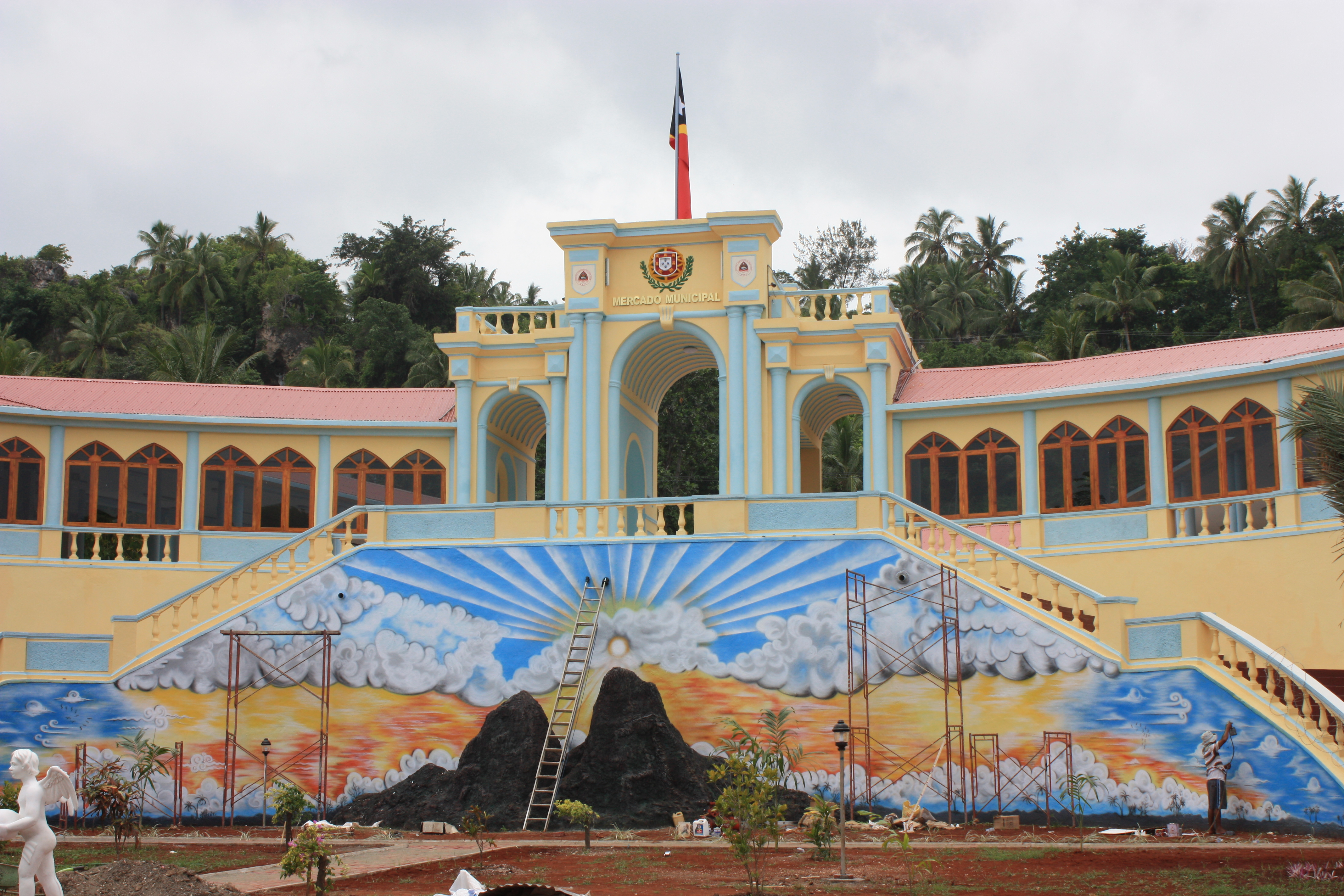
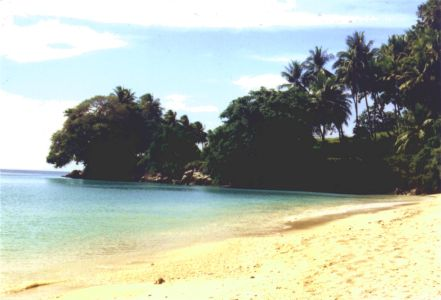
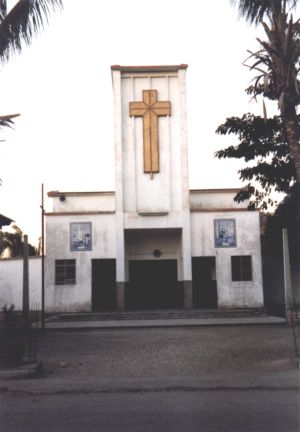
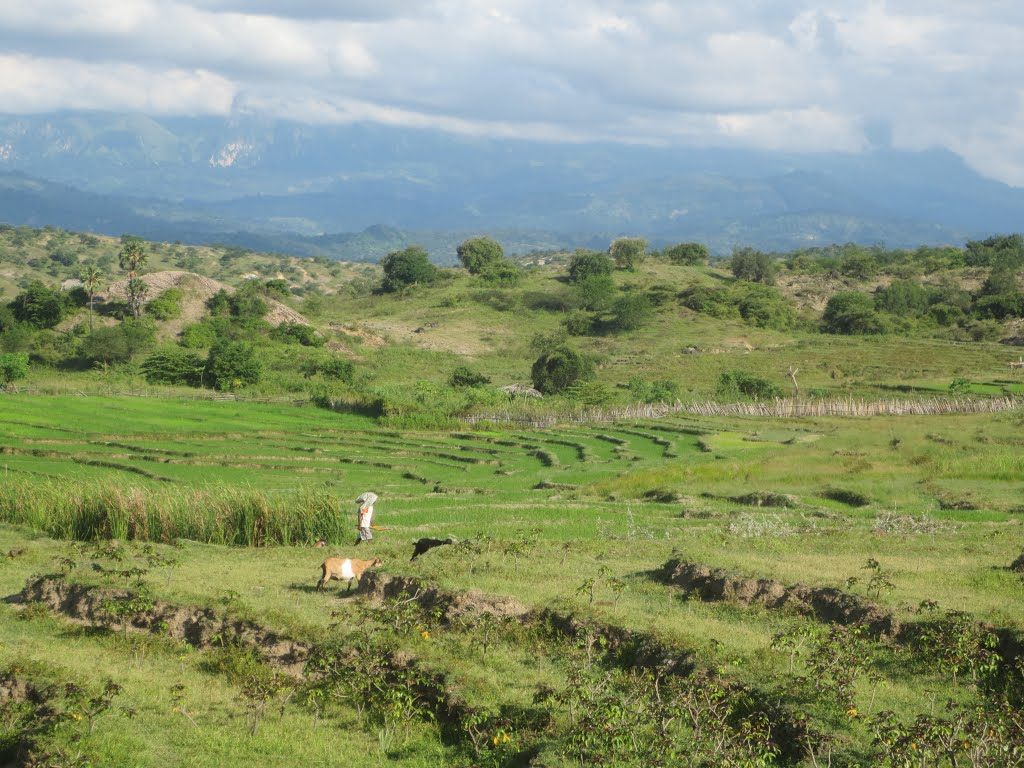
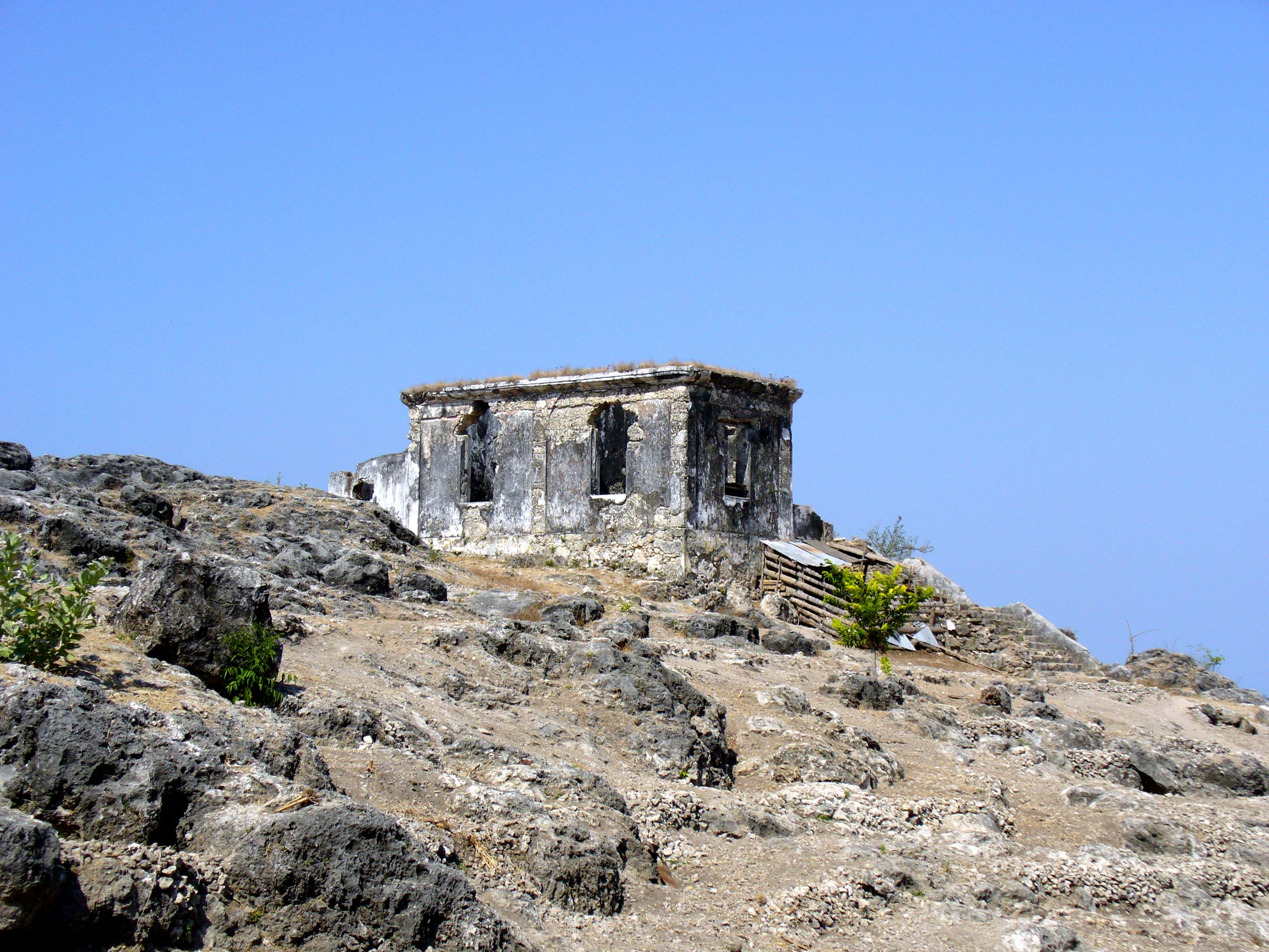
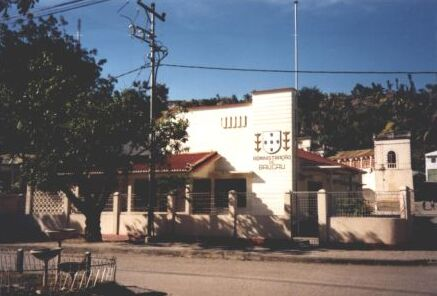
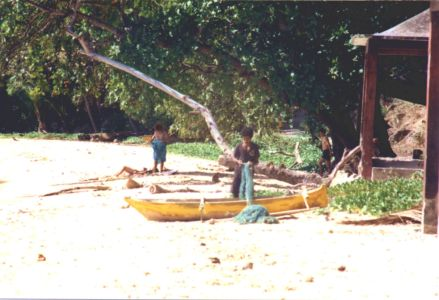
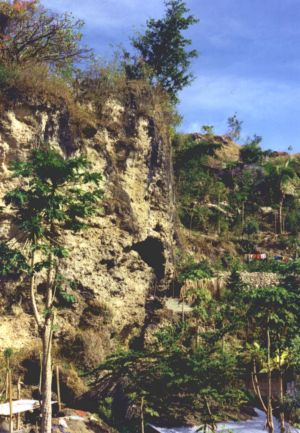
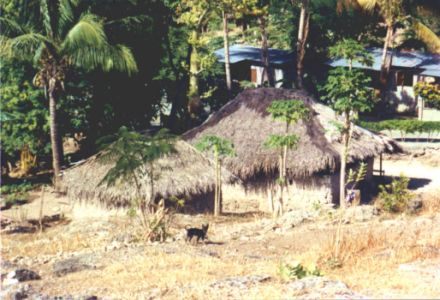
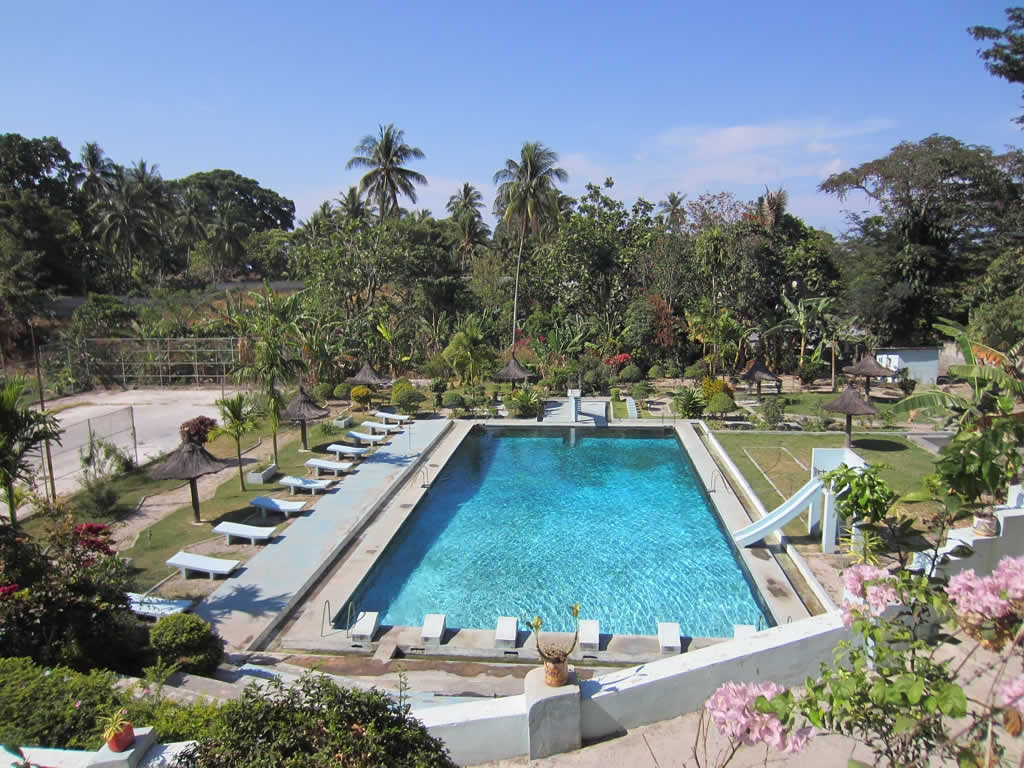
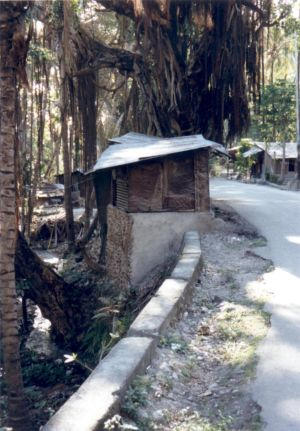
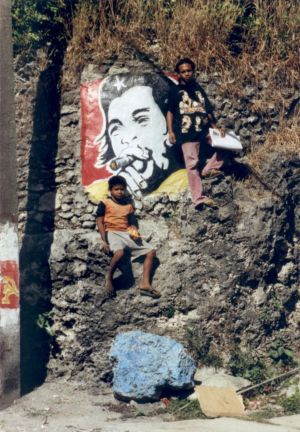
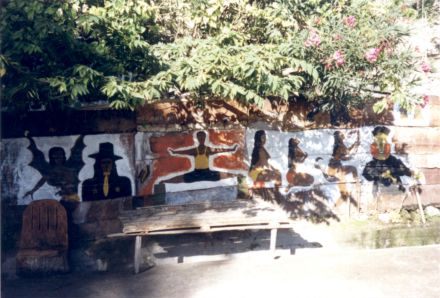

## اقلیم
| داده‌های اقلیم بائوکائو (۱۹۱۷–۱۹۶۳) | داده‌های اقلیم بائوکائو (۱۹۱۷–۱۹۶۳) | داده‌های اقلیم بائوکائو (۱۹۱۷–۱۹۶۳) | داده‌های اقلیم بائوکائو (۱۹۱۷–۱۹۶۳) | داده‌های اقلیم بائوکائو (۱۹۱۷–۱۹۶۳) | داده‌های اقلیم بائوکائو (۱۹۱۷–۱۹۶۳) | داده‌های اقلیم بائوکائو (۱۹۱۷–۱۹۶۳) | داده‌های اقلیم بائوکائو (۱۹۱۷–۱۹۶۳) | داده‌های اقلیم بائوکائو (۱۹۱۷–۱۹۶۳) | داده‌های اقلیم بائوکائو (۱۹۱۷–۱۹۶۳) | داده‌های اقلیم بائوکائو (۱۹۱۷–۱۹۶۳) | داده‌های اقلیم بائوکائو (۱۹۱۷–۱۹۶۳) | داده‌های اقلیم بائوکائو (۱۹۱۷–۱۹۶۳) | داده‌های اقلیم بائوکائو (۱۹۱۷–۱۹۶۳) |
| ماه                                | ژانویه                             | فوریه                              | مارس                               | آوریل                              | مه                                 | ژوئن                               | ژوئیه                              | اوت                                | سپتامبر                            | اکتبر                              | نوامبر                             | دسامبر                             | سال                                |
| ---------------------------------- | ---------------------------------- | ---------------------------------- | ---------------------------------- | ---------------------------------- | ---------------------------------- | ---------------------------------- | ---------------------------------- | ---------------------------------- | ---------------------------------- | ---------------------------------- | ---------------------------------- | ---------------------------------- | ---------------------------------- |
| سابقهٔ بیش‌ترین °C (°F)              | ۳۶٫۰ (۹۷)                          | ۳۵٫۰ (۹۵)                          | ۳۴٫۰ (۹۳)                          | ۳۶٫۰ (۹۷)                          | ۳۵٫۰ (۹۵)                          | ۳۵٫۰ (۹۵)                          | ۳۵٫۰ (۹۵)                          | ۳۵٫۰ (۹۵)                          | ۳۸٫۰ (۱۰۰)                         | ۳۷٫۰ (۹۹)                          | ۳۷٫۰ (۹۹)                          | ۳۶٫۰ (۹۷)                          | ۳۸٫۰ (۱۰۰)                         |
| میانگین بیش‌ترین °C (°F)            | ۲۷٫۵ (۸۲)                          | ۲۷٫۳ (۸۱)                          | ۲۸٫۲ (۸۳)                          | ۲۸٫۸ (۸۴)                          | ۲۸٫۴ (۸۳)                          | ۲۷٫۸ (۸۲)                          | ۲۷٫۶ (۸۲)                          | ۲۸٫۲ (۸۳)                          | ۲۹٫۴ (۸۵)                          | ۳۰٫۱ (۸۶)                          | ۳۰٫۲ (۸۶)                          | ۲۸٫۸ (۸۴)                          | ۲۸٫۵ (۸۳)                          |
| میانگین روزانه °C (°F)             | ۲۳٫۸ (۷۵)                          | ۲۳٫۶ (۷۴)                          | ۲۴٫۱ (۷۵)                          | ۲۴٫۱ (۷۵)                          | ۲۳٫۹ (۷۵)                          | ۲۳٫۰ (۷۳)                          | ۲۲٫۸ (۷۳)                          | ۲۳٫۱ (۷۴)                          | ۲۴٫۰ (۷۵)                          | ۲۵٫۶ (۷۸)                          | ۲۵٫۷ (۷۸)                          | ۲۴٫۸ (۷۷)                          | ۲۴٫۰ (۷۵)                          |
| میانگین کم‌ترین °C (°F)             | ۲۲٫۰ (۷۲)                          | ۲۱٫۵ (۷۱)                          | ۲۰٫۹ (۷۰)                          | ۲۰٫۷ (۶۹)                          | ۲۰٫۵ (۶۹)                          | ۱۹٫۶ (۶۷)                          | ۱۹٫۱ (۶۶)                          | ۱۸٫۵ (۶۵)                          | ۱۸٫۵ (۶۵)                          | ۱۷٫۸ (۶۴)                          | ۲۰٫۹ (۷۰)                          | ۲۱٫۵ (۷۱)                          | ۲۰٫۱ (۶۸)                          |
| سابقهٔ کم‌ترین °C (°F)               | ۱۷٫۳ (۶۳)                          | ۱۶٫۴ (۶۲)                          | ۱۶٫۱ (۶۱)                          | ۱۴٫۴ (۵۸)                          | ۱۳٫۸ (۵۷)                          | ۱۳٫۳ (۵۶)                          | ۱۲٫۲ (۵۴)                          | ۱۳٫۲ (۵۶)                          | ۱۳٫۲ (۵۶)                          | ۱۴٫۷ (۵۸)                          | ۱۷٫۲ (۶۳)                          | ۱۶٫۹ (۶۲)                          | ۱۲٫۲ (۵۴)                          |
| بارندگی میلی‌متر (اینچ)             | ۲۱۳٫۲ (۸٫۳۹)                       | ۲۲۰٫۷ (۸٫۶۹)                       | ۱۵۲٫۳ (۶)                          | ۱۵۳٫۷ (۶٫۰۵)                       | ۹۵٫۵ (۳٫۷۶)                        | ۳۷٫۹ (۱٫۴۹)                        | ۱۹٫۵ (۰٫۷۷)                        | ۱۰٫۶ (۰٫۴۲)                        | ۴٫۸ (۰٫۱۹)                         | ۷٫۲ (۰٫۲۸)                         | ۷۶٫۴ (۳٫۰۱)                        | ۱۸۶٫۰ (۷٫۳۲)                       | ۱٬۱۷۷٫۸ (۴۶٫۳۷)                    |
| میانگین روزهای بارندگی (≥ ۰.۱ mm)  | ۲۰                                 | ۱۷                                 | ۱۶                                 | ۱۵                                 | ۱۰                                 | ۶                                  | ۴                                  | ۲                                  | ۰                                  | ۱                                  | ۷                                  | ۱۵                                 | ۱۱۳                                |
| درصد رطوبت                         | ۸۴                                 | ۸۷                                 | ۸۰                                 | ۷۷                                 | ۷۱                                 | ۶۷                                 | ۶۳                                 | ۵۶                                 | ۵۵                                 | ۵۸                                 | ۶۷                                 | ۷۸                                 | ۷۰                                 |
| میانگین روزانه ساعت‌های تابش آفتاب  | ۱۵۸٫۱                              | ۱۴۹٫۷                              | ۲۱۳٫۹                              | ۲۰۷٫۰                              | ۲۵۱٫۱                              | ۲۲۸٫۰                              | ۲۶۳٫۵                              | ۲۹۷٫۶                              | ۳۰۰٫۰                              | ۳۱۳٫۱                              | ۳۰۳٫۰                              | ۲۰۴٫۶                              | ۲٬۸۸۹٫۶                            |
| میانگین روزانه ساعت‌های تابش آفتاب  | ۵٫۱                                | ۵٫۳                                | ۶٫۹                                | ۶٫۹                                | ۸٫۱                                | ۷٫۶                                | ۸٫۵                                | ۹٫۸                                | ۱۰٫۰                               | ۱۰٫۱                               | ۱۰٫۱                               | ۶٫۶                                | ۷٫۹                                |
| منبع: Deutscher Wetterdienst       |                                    |                                    |                                    |                                    |                                    |                                    |                                    |                                    |                                    |                                    |                                    |                                    |                                    |